# Campionato europeo maschile under 18 di calcio 1999
Il Campionato europeo Under-18 1999 fu organizzato in Svezia dal 18 al 26 luglio.

## Squadre qualificate
- Francia
- Georgia
- Grecia
- Irlanda
- Italia
- Portogallo
- Spagna
- Svezia (Nazione ospitante)

## Gironi

### Gruppo A
| Squadre    | P | V | N | P | GF | GS | DR | Pts |
| ---------- | - | - | - | - | -- | -- | -- | --- |
| Portogallo | 3 | 2 | 1 | 0 | 4  | 1  | +3 | 7   |
| Grecia     | 3 | 0 | 3 | 0 | 2  | 2  | 0  | 3   |
| Francia    | 3 | 0 | 2 | 1 | 1  | 2  | -1 | 2   |
| Svezia     | 3 | 0 | 2 | 1 | 2  | 4  | -2 | 2   |

| 18 luglio | Portogallo | 0-0 | Grecia     |
|           | Svezia     | 0-0 | Francia    |
| 20 luglio | Francia    | 1-1 | Grecia     |
|           | Svezia     | 1-3 | Portogallo |
| 22 luglio | Francia    | 0-1 | Portogallo |
|           | Grecia     | 1-1 | Svezia     |

### Gruppo B
| Squadre | P | V | N | P | GF | GS | DR | Pts |
| ------- | - | - | - | - | -- | -- | -- | --- |
| Italia  | 3 | 2 | 1 | 0 | 7  | 3  | +4 | 7   |
| Irlanda | 3 | 1 | 1 | 1 | 4  | 5  | -1 | 4   |
| Spagna  | 3 | 1 | 1 | 1 | 7  | 5  | +2 | 4   |
| Georgia | 3 | 0 | 1 | 2 | 4  | 9  | -5 | 1   |

| 19 luglio | Italia  | 2-0 | Georgia |
|           | Spagna  | 0-1 | Irlanda |
| 21 luglio | Irlanda | 3-3 | Georgia |
|           | Spagna  | 3-3 | Italia  |
| 23 luglio | Georgia | 1-4 | Spagna  |
|           | Irlanda | 0-2 | Italia  |

## Finale terzo posto
| Linköping 25 luglio 1999 | Grecia        | 0 – 1 | Irlanda | \| Arbitro: \| Lubomir Pucek \| |
| Arbitro:                 | Lubomir Pucek |       |         |                                 |

## Finale
| Arbitro: | Costas Kapitanis |

|                |           |  |
| João Paulo 33’ | Marcatori |  |